# Мирослав Атанасов
Мирослав Атанасов Атанасов (известен като Мимо или Миро Морски) е български музикант.

## Биография
Мирослав Атанасов е роден на 7 май 1973 г. във Варна.
През 1999 г. сформира групата „Джанго Зе“, в която е вокалист и китарист. Групата издава два албума и през 2002 се разпада със заминаването на Атанасов за Лондон. През 2010 г. се събират отново.
Има множество колаборации с „Оратница“, както и активна солова кариера.